# 안영일 (기업인)
안영일 (1955년 5월 25 ~ )은 대한민국의 기업인이다.
신동해그룹의 창업자이며, 회장을 맡고 있다.
신동해그룹은 지난 1989년 안영일 회장이 신동해인터내셔널을 설립해 신발제조 및 무역으로 사업 기반을 다져왔다. 지난 2010년 동양저축은행을 인수하고 2017년 세계 최대 규모의 자동차 쇼핑몰 '오토허브'를 개장하는 등 저축은행과 부동산으로 사업다각화를 진행했다.
신동해그룹은 지주사인 신동해홀딩스와 자동차 쇼핑몰 오토허브, 신발류 제조 및 판매사 신동해인터내셔널, 신동해케미칼, 동양저축은행 등의 계열사가 있다. 신동해그룹의 모태인 신동해인터내셔널은 논슬립 슈즈(Non-Slip Shoes)를 제조 및 수출하는 회사다. 신동해인터내셔널의 2019년 매출과 영업이익은 각각 301억 원, 74억 원이다.
2021년에는 AJ네트웍스로부터 AJ셀카를 인수하여 중고차사업으로 사업을 확장하고 있다.

## 약력[2]
- 1979년 고려대학교 무역학 학사
- 1990년~ 신동해인터내쇼널 대표이사
- 1998년 고려대학교 경영대학원 최고 경영자과정
- 1999년~ 신동해케미칼 대표이사
- 2003년~ 안스코퍼레이션 대표이사
- 2006년~ 신동해홀딩스 대표이사
- 2010년~ 동양저축은행 대표이사
- 2016년~ 오토허브 대표이사

## 수상 경력
- 2000년 제 37회 무역의 날, '천만불 수출의 탑' 수상, 산업자원부장관상 표창[3]
- 2001년 재정경제부 장관상, '우수세금 납부자'
- 2004년 천안시장 표창
- 2007년 보건복지부 장관상

## 참조
1. ↑  tf.co.kr (2021년 1월 6일). “AJ셀카 인수하는 신동해그룹, 어떤 회사?”. 2021년 9월 16일에 확인함.
2. ↑  “신동해 그룹 연혁”. 2021년 9월 16일에 확인함.
3. ↑  “AJ셀카 인수한 신동해그룹은 어떤 회사?”. 2021년 9월 16일에 확인함.